# Les Bordes (Indre)
Les Bordes ist eine französische Gemeinde mit 824 Einwohnern (Stand: 1. Januar 2022) im Département Indre in der Region Centre-Val de Loire; sie gehört zum Arrondissement Issoudun und zum Kanton Issoudun. Die Einwohner werden Bordois genannt.

## Geographie
Les Bordes liegt etwa 45 Kilometer westsüdwestlich von Bourges und etwa 30 Kilometer nordöstlich von Châteauroux. Umgeben wird Les Bordes von den Nachbargemeinden Paudy im Nordwesten und Norden, Sainte-Lizaigne im Norden und Osten, Issoudun im Südosten und Süden sowie Lizeray im Westen.

## Bevölkerungsentwicklung
| Jahr                       | 1962 | 1968 | 1975 | 1982 | 1990 | 1999 | 2006 | 2012 | 2020 |
| Einwohner                  | 566  | 598  | 564  | 771  | 925  | 936  | 942  | 906  | 888  |
| Quellen: Cassini und INSEE |      |      |      |      |      |      |      |      |      |

## Sehenswürdigkeiten
- Kapelle Saint-Vincent
- Wasserturm